# Associazione Sportiva Paternò Calcio 2003-2004
Questa voce raccoglie le informazioni riguardanti il Paternò Calcio nelle competizioni ufficiali della stagione 2003-2004.

## Stagione
Nella stagione 2003-2004 il Paternò ripescato disputa il girone B del campionato di Serie C1, allenato dal tecnico Maurizio Pellegrino, vi raccoglie 32 punti con il terz'ultimo posto finale, per mantenere la categoria ha dovuto disputare il Play-out contro la Vis Pesaro, pareggiando (0-0) a Paternò e perdendo (2-1) con i biancorossi nelle Marche, che così si sono salvati. Per il Paternò ha significato retrocessione sul campo in Serie C2. Ma purtroppo al termine del campionato, il Paternò non ha soddisfatto i parametri finanziari richiesti dalla Covisoc, l'ente di controllo della situazione finanziaria dei Club calcistici, e si è trovato così costretto ad abbandonare il calcio professionistico.

## Rosa
| N. |                    | Ruolo | Calciatore           |
| -- | ------------------ | ----- | -------------------- |
|    | Italia (bandiera)  | P     | Mattia Passarini     |
|    | Italia (bandiera)  | P     | Paolo Saia           |
|    | Italia (bandiera)  | D     | Alessandro Bertoni   |
|    | Camerun (bandiera) | D     | Alain Bono           |
|    | Italia (bandiera)  | D     | Simone Cirina        |
|    | Italia (bandiera)  | D     | Antonino Di Dio      |
|    | Italia (bandiera)  | D     | Fabio Femiano        |
|    | Senegal (bandiera) | D     | Pascal Mendy         |
|    | Italia (bandiera)  | D     | Angelo Tasca         |
|    | Italia (bandiera)  | D     | Fabio Timoniere      |
|    | Italia (bandiera)  | C     | Daniele Cacciaglia   |
|    | Iran (bandiera)    | C     | Gaspare Cacciola     |
|    | Italia (bandiera)  | C     | Gaetano Calà Campana |

| N. |                    | Ruolo | Calciatore         |
| -- | ------------------ | ----- | ------------------ |
|    | Brasile (bandiera) | C     | Eduardo Carloto    |
|    | Italia (bandiera)  | C     | Massimo D'Aviri    |
|    | Italia (bandiera)  | C     | Giuseppe Librizzi  |
|    | Iran (bandiera)    | C     | Alì Lolli          |
|    | Italia (bandiera)  | C     | Giuseppe Russo     |
|    | Italia (bandiera)  | C     | Alessio Tombesi    |
|    | Italia (bandiera)  | A     | Marco Acenzi       |
|    | Italia (bandiera)  | A     | Gaetano Calvaresi  |
|    | Italia (bandiera)  | A     | Emanuele Catania   |
|    | Camerun (bandiera) | A     | Daniel Ghigou      |
|    | Francia (bandiera) | A     | Amadou Konte       |
|    | Italia (bandiera)  | A     | Alessio Mordagà    |
|    | Italia (bandiera)  | A     | Giuseppe Pagana () |

## Risultati

### Serie C1 girone B

#### Girone di andata
| Arbitro: | Saveri (Viterbo) |

|                                |           |               |
| Smerilli 16’ Di Deo 32’ (rig.) | Marcatori | 31’ Calvaresi |

| Arbitro: | Brunialti (Trento) |

|             |           |                |
| Ascenzi 68’ | Marcatori | 90+1’ De Palma |

| Arbitro: | Tonolini (Milano) |

|             |           |                           |
| Ascenzi 46’ | Marcatori | 3’ Tarantino 79’ F. Rossi |

| Arbitro: | Sacco (Civitavecchia) |

|             |           |                              |
| Sanetti 20’ | Marcatori | 47’ Ascenzi 63’ Calà Campana |

| Arbitro: | Orsato (Schio) |

|               |           |                               |
| Calvaresi 15’ | Marcatori | 67’ Califano 79’ Quagliarella |

| Arbitro: | P.S. Mazzoleni (Bergamo) |

|                 |           |             |
| Mastrolilli 47’ | Marcatori | 63’ Ascenzi |

| Paternò 28 settembre 2003 7ª giornata | Paternò               | 0 – 0 | Catanzaro | Stadio Falcone-Borsellino\| Arbitro: \| Ciancaleoni (Foligno) \| |
| Arbitro:                              | Ciancaleoni (Foligno) |       |           |                                                                  |

| Arbitro: | Italiani (L'Aquila) |

|              |           |  |
| Di Nardo 60’ | Marcatori |  |

| Arbitro: | Ferrandini (Sondrio) |

|                                      |           |                                           |
| Goisis 23’ Musetti 67’ D'Alterio 90’ | Marcatori | 21’ Ascenzi 59’ (rig.) Pagana 64’ Tombesi |

| Arbitro: | Barbirati (Ferrara) |

|  |           |                 |
|  | Marcatori | 33’, 80’ Borneo |

| Arbitro: | Giglioni (Siena) |

|                              |           |  |
| Martinetti 15’ Cingolani 42’ | Marcatori |  |

| Arbitro: | Torella (Roma) |

|  |           |               |
|  | Marcatori | 35’ Mezavilla |

| Arbitro: | De Luca (Pescara) |

|                                                        |           |                   |
| Del Core 22’, 52’, 79’ A. Da Silva 29’, 55’ Brutto 32’ | Marcatori | 24’ (rig.) Pagana |

| Arbitro: | Zanzi (Lugo di Romagna) |

|             |           |                          |
| Ascenzi 14’ | Marcatori | 4’ Banchelli 40’ Triuzzi |

| Arbitro: | Bernardoni (Modena) |

|                          |           |             |
| Pasca 14’ Antonini 90+3’ | Marcatori | 31’ Ascenzi |

| Arbitro: | Marelli (Como) |

|            |           |                                                              |
| Pagana 75’ | Marcatori | 35’ Gennari 50’ Zerbini 63’ Martuscello 65’ (rig.) Scandurra |

| Arbitro: | Crugliano (Crotone) |

|                            |           |  |
| Olivieri 55’ Cozzolino 83’ | Marcatori |  |

#### Girone di ritorno
| Arbitro: | Lioce (Molfetta) |

|             |           |  |
| Ascenzi 27’ | Marcatori |  |

| Arbitro: | Di Cintio (Bergamo) |

|                    |           |               |
| Vidallè 33’ (rig.) | Marcatori | 90+5’ Ascenzi |

| Arbitro: | Bo (Genova) |

|                         |           |             |
| Porchia 22’ Beretta 31’ | Marcatori | 66’ Tombesi |

| Paternò 8 febbraio 2004 21ª giornata | Paternò             | 0 – 0 | Teramo | Stadio Falcone-Borsellino\| Arbitro: \| Gervasoni (Mantova) \| |
| Arbitro:                             | Gervasoni (Mantova) |       |        |                                                                |

| Arbitro: | La Rocca (Ercolano) |

|                  |           |  |
| Quagliarella 47’ | Marcatori |  |

| Arbitro: | Pantana (Macerata) |

|  |           |               |
|  | Marcatori | 12’ Cardinale |

| Arbitro: | C. Rubino (Salerno) |

|                           |           |  |
| Morello 11’ G. Corona 19’ | Marcatori |  |

| Paternò 14 marzo 2004 25ª giornata | Paternò         | 0 – 0 | Sporting Benevento | Stadio Falcone-Borsellino\| Arbitro: \| Salati (Trento) \| |
| Arbitro:                           | Salati (Trento) |       |                    |                                                            |

| Arbitro: | Iannone (Napoli) |

|              |           |  |
| G. Russo 43’ | Marcatori |  |

| Arbitro: | Gentile (Termoli) |

|                  |           |  |
| Staffolani 90+1’ | Marcatori |  |

| Arbitro: | Lops (Torino) |

|                                        |           |                            |
| Cirina 41’ G. Russo 67’ Konte 68’, 78’ | Marcatori | 2’ Andreotti 46’ Santoruvo |

| Arbitro: | Marzaloni (Rimini) |

|  |           |             |
|  | Marcatori | 36’ Mordegà |

| Arbitro: | Ciliberto (Merano) |

|                                                    |           |                 |
| Lolli 18’ (rig.) Chigou 37’, 64’, 78’ G. Russo 80’ | Marcatori | 38’ A. Da Silva |

| Arbitro: | Forconi (Aprilia) |

|               |           |                    |
| Di Fausto 84’ | Marcatori | 79’ (aut.) Filippi |

| Arbitro: | Celi (Bari) |

|                               |           |  |
| Chigou 4’ (rig.) G. Russo 64’ | Marcatori |  |

| Arbitro: | Pierpaoli (Firenze) |

|              |           |  |
| Bifini 90+6’ | Marcatori |  |

| Arbitro: | La Rocca (Ercolano) |

|                |           |  |
| Cacciaglia 65’ | Marcatori |  |

### Play-out
| Paternò 31 maggio 2004 Andata | Paternò          | 0 – 0 | Vis Pesaro | Stadio Falcone-Borsellino\| Arbitro: \| Liberti (Genova) \| |
| Arbitro:                      | Liberti (Genova) |       |            |                                                             |

| Arbitro: | P.S. Mazzoleni (Bergamo) |

|                  |           |            |
| Ferraro 55’, 78’ | Marcatori | 13’ Chigou |

### Coppa Italia Serie C

#### Girone R
| Arbitro: | Taverna (Taurianova) |

|            |           |                  |
| Rosa 90+2’ | Marcatori | 83’ Calà Campana |

| Arbitro: | Didato (Agrigento) |

|                              |           |               |
| Ascenzi 56’ Calà Campana 75’ | Marcatori | 42’ Bonarrigo |

| Acireale 24 agosto 2003 3ª giornata | Acireale          | 0 – 0 | Paternò | Stadio Tupparello\| Arbitro: \| Herberg (Messina) \| |
| Arbitro:                            | Herberg (Messina) |       |         |                                                      |

| Arbitro: | Caristia (Siracusa) |

|           |           |  |
| Pagana 9’ | Marcatori |  |

| 10 settembre 2003 5ª giornata |  | – Turno di riposo Paternò |  |  |

#### Sedicesimi di finale
| Arbitro: | La Rocca (Ercolano) |

|                                |           |             |
| Sansovini 14’ De Angelis 90+5’ | Marcatori | 16’ Catania |

| Arbitro: | Guerriero (Catanzaro) |

|                                                  |                      |                                              |
| Mordegà 4’ Bertoni 20’                           | Marcatori            | 9’ Udassi                                    |
| Tombesi Mordegà Lolli Catania Ascenzi Cacciaglia | Tiri di rigore 5 – 6 | Udassi Fadda Mortari Fasano Melis De Angelis |